# Latarnia morska Akka
Latarnia morska Akka jest położona w obrębie starych fortyfikacji portowego miasta Akka, położonego na północy Izraela, we wschodniej części Morza Śródziemnego.
Budynek latarni został wybudowany w 1864 roku. Jest to walcowata betonowa wieża z latarnią i galerią. Latarnia jest pomalowana w czarno-biały wzór szachownicy, a kopuła jest w kolorze szarym metalicznym. Niewielki budynek stojący przy wieży jest pomalowany na biało. Latarnia jest uznana za obiekt wojskowy i zamknięta dla dostępu osób nieupoważnionych.

## Dane techniczne
- Wysokość światła: 33 m n.p.m.
- Zasięg światła:
  - 10 Mm (białe)

ARLHS ISR-003 

Admiralicja E5944 

NGA 113-21204